# Villers-le-Château
Villers-le-Château  là một xã thuộc tỉnh Marne trong vùng Grand Est đông nam nước Pháp. Xã này nằm ở khu vực có độ cao trung bình 81 mét trên mực nước biển.